# Paris-Camembert 2018
Le Paris-Camembert 2018 est la 79e édition de cette course cycliste masculine sur route. Il a lieu le 10 avril 2018 en Normandie, en France, et fait partie du calendrier UCI Europe Tour 2018 en catégorie 1.1. C'est également la sixième épreuve de la Coupe de France de cyclisme sur route 2018. Il est remporté par le coureur français Lilian Calmejane, membre de l'équipe Direct Énergie, qui s'impose en solitaire devant le Français Valentin Madouas (Groupama-FDJ) et l'Italien Andrea Vendrame (Androni Giocattoli-Sidermec).

## Présentation

### Parcours
Le départ est donné à Saint-Germain-Village, dans la commune de Pont-Audemer, dans l'Eure, et l'arrivée est jugée à Livarot, dans le Calvados, après 196,5 -km de course. Après avoir déplacé l'arrivée de Vimoutiers à Livarot en 2017, les organisateurs ont ajouté de nouvelles difficultés au parcours : « On est allé chercher les bosses dans un rayon de trente à quarante kilomètres, explique l'organisateur Guy Brien de façon à le densifier encore pour le public. » Outre ces côtes, le parcours emprunte le chemin de la Cabine, chemin forestier non goudronné de 1,9 km situé à une quinzaine de km de l'arrivée. Grâce à ces nouveautés, ainsi que les trois passages sur la ligne d'arrivée et la disposition d'écrans géants, les organisateurs espèrent passer de près de 15 000 spectateurs en 2017 à 20 à 25 000.
Après le départ à Pont-Audemer, le parcours effectue une première boucle, passant par Épaignes pour revenir à Pont-Audemer. Le parcours remonte ensuite le cours de la Risle jusqu'à Montfort-sur-Risle, puis se dirige vers le sud via Lieurey et Thiberville pour entrer dans le Calvados à Orbec. En empruntant la route départementale 4 passant par Notre-Dame-de-Courson, la course rejoint Livarot et effectue un premier passage sur la ligne d'arrivée au 94e kilomètre. La course passe une première fois la côte de l'Angleterre puis fait une incursion dans l'Orne, passant par Crouttes et Camembert, et revient vers Livarot en empruntant une première fois la bosse de la Becquetière, à Tortisambert. Après le deuxième passage sur la ligne, les coureurs passent à nouveau les côtes de l'Angleterre et de La Becquière, repasse la ligne d'arrivée, et effectue une dernière boucle passant par les côtes de l'Angleterre et de Saint-Michel-de-Livet, qui présente une pente de 7,5 à 10%,,.

### Équipes
Classée en catégorie 1.1 de l'UCI Europe Tour, Paris-Camembert est par conséquent ouvert aux WorldTeams dans la limite de 50 % des équipes participantes, aux équipes continentales professionnelles, aux équipes continentales et aux équipes nationales.
Dix-neuf équipes participent à la course - deux WorldTeams, douze équipes continentales professionnelles et cinq équipes continentales :
| WorldTeams (2)- AG2R La Mondiale - Groupama-FDJ Équipes continentales professionnelles (12)- Cofidis, Solutions Crédits - Delko-Marseille Provence-KTM - Direct Énergie - Fortuneo-Samsic - Vital Concept - Androni Giocattoli-Sidermec - Euskadi Basque Country-Murias - Gazprom-RusVelo - Holowesko-Citadel - Sport Vlaanderen-Baloise - UnitedHealthcare - Wanty-Groupe Gobert Équipes continentales (5)- Roubaix Lille Métropole - Saint Michel-Auber 93 - Team Joker Icopal - Differdange-Losch - Vorarlberg-Santic |
| |

## Récit de la course
Une minute de silence est observée au départ de la course en hommage au coureur belge Michael Goolaerts, mort deux jours plus tôt de Paris-Roubaix.
Échappés en début de course, Perrig Quemeneur (Direct Énergie), Pierre Gouault (Roubaix-Lille Métropole) et Daniel Eaton (UnitedHealthcare) creuse un écart de plus de six minutes avec le peloton, avant d'être rattrapés.
Lilian Calmejane (Direct Énergie) tente sa chance seul à 27 kilomètres de l'arrivée. Trois coureurs, parmi lesquels Guillaume Martin (Wanty-Groupe Gobert), se lancent dans une vaine poursuite. À trois kilomètres de l'arrivée Valentin Madouas (Groupama-FDJ) et Andrea Vendrame (Androni Giocattoli-Sidermec) essaient à leur tour de rattraper Calmejane, qui s'impose en solitaire avec 21 secondes d'avance,.

## Classements

### Classement final
| \| Classement général \| Classement général \| Classement général \| Classement général \| Classement général \| \| Coureur \| Coureur \| Pays \| Équipe \| Temps \| \| ------------------ \| ------------------ \| ------------------ \| --------------------------- \| ------------------ \| \| 1er \| Lilian Calmejane \| France \| Direct Énergie \| 4 h 53 min 17 s \| \| 2e \| Valentin Madouas \| France \| Groupama-FDJ \| + 21 s \| \| 3e \| Andrea Vendrame \| Italie \| Androni Giocattoli-Sidermec \| + 21 s \| \| 4e \| Manuel Belletti \| Italie \| Androni Giocattoli-Sidermec \| + 38 s \| \| 5e \| Damien Touzé \| France \| Saint Michel-Auber 93 \| + 38 s \| \| 6e \| Davide Cimolai \| Italie \| Groupama-FDJ \| + 38 s \| \| 7e \| Matthieu Ladagnous \| France \| Groupama-FDJ \| + 38 s \| \| 8e \| Lorrenzo Manzin \| France \| Vital Concept \| + 38 s \| \| 9e \| Hugo Hofstetter \| France \| Cofidis, Solutions Crédits \| + 38 s \| \| 10e \| Laurent Pichon \| France \| Fortuneo-Samsic \| + 38 s \| |                    |        |                             |                 |
| |                    |        |                             |                 |
| Source : ProCyclingStats |                    |        |                             |                 |
| Classement général |                    |        |                             |                 |
| Coureur | Coureur            | Pays   | Équipe                      | Temps           |
| 1er | Lilian Calmejane   | France | Direct Énergie              | 4 h 53 min 17 s |
| 2e | Valentin Madouas   | France | Groupama-FDJ                | + 21 s          |
| 3e | Andrea Vendrame    | Italie | Androni Giocattoli-Sidermec | + 21 s          |
| 4e | Manuel Belletti    | Italie | Androni Giocattoli-Sidermec | + 38 s          |
| 5e | Damien Touzé       | France | Saint Michel-Auber 93       | + 38 s          |
| 6e | Davide Cimolai     | Italie | Groupama-FDJ                | + 38 s          |
| 7e | Matthieu Ladagnous | France | Groupama-FDJ                | + 38 s          |
| 8e | Lorrenzo Manzin    | France | Vital Concept               | + 38 s          |
| 9e | Hugo Hofstetter    | France | Cofidis, Solutions Crédits  | + 38 s          |
| 10e | Laurent Pichon     | France | Fortuneo-Samsic             | + 38 s          |

### UCI Europe Tour
La course attribue aux coureurs le même nombre des points pour l'UCI Europe Tour 2018 et le Classement mondial UCI.
| Position           | 1er | 2e | 3e | 4e | 5e | 6e | 7e | 8e | 9e | 10e | 11e | 12e | 13e à 15e | 16e à 25e |
| Classement général | 125 | 85 | 70 | 60 | 50 | 40 | 35 | 30 | 25 | 20  | 15  | 10  | 5         | 3         |